# Каратал (Келеський район)
Карата́л (каз. Қаратал) — село у складі Келеського району Туркестанської області Казахстану. Входить до складу Ошактинського сільського округу.
Населення — 457 осіб (2021; 293 у 2009, 311 у 1999, 302 у 1989).